# Birthday Cake (bài hát)
"Birthday Cake" là một ca khúc của nữ nghệ sĩ thu âm người Barbados Rihanna, trích từ album phòng thu thứ sáu của cô, Talk That Talk (2011). Sau khi bị tuồn một đoạn ngắn lên mạng, những người hâm mộ của cô bày tỏ sự quan tâm tới ca khúc này và băn khoăn không biết nó có được đưa vào album thứ sáu của cô hay không. Sau đó, ca khúc này được chính thức đưa vào Talk That Talk nhưng chỉ là một đoạn ca khúc không đầy đủ dài 1:18s.

## Danh sách ca khúc
- Bản album[1]

1. "Birthday Cake" – 1:18

## Đội ngũ sản xuất
Thu âm
- Thu âm tại Khách sạn Radisson Blu Royal, phòng 1306, Copenhagen, Đan Mạch.

Thực hiện
| - Sáng tác – Terius Nash, Robyn Fenty, Marcos Palacios, Earnest Clark - Sản xuất – Da Internz, The-Dream - Kĩ thuật và thu âm – Kuk Harrell, Marcos Tovar | - Trợ lý thu âm – Jennifer Rosales - Phối nhạc – Kevin "KD" Davis - Trợ lý phối nhạc – Calvin Bailiff |

Phần thực hiện được lấy từ ghi chú trong sách ảnh của album Talk That Talk

## Xếp hạng và chứng nhận
| Bảng xếp hạng (2011)                          | Vị trí cao nhất |
| --------------------------------------------- | --------------- |
| Nam Triều Tiên (Gaon Chart)                   | 67              |
| UK Singles (Official Charts Company)          | 172             |
| Mỹ Bubbling Under Hot 100 Singles (Billboard) | 22              |

| Bảng xếp hạng (2012)                 | Vị trí cao nhất |
| ------------------------------------ | --------------- |
| Mỹ Billboard Hot 100                 | 39              |
| Mỹ Hot Digital Songs (Billboard)     | 30              |
| Mỹ Hot R&B/Hip-Hop Songs (Billboard) | 4               |

| Quốc gia | Nhà cung cấp | Chứng nhận |
| -------- | ------------ | ---------- |
| Mỹ       | RIAA         | Vàng       |

## Bản phối khí hợp tác với Chris Brown
Bản remix chính thức của "Birthday Cake" có sự góp giọng của nam ca sĩ thu âm người Mỹ Chris Brown. Đây là bản đầy đủ của đoạn "Birthday Cake" ngắn ở trong Talk That Talk. Nó được phát hành trên đài phát thanh như là đĩa đơn thứ tư ở Mỹ vào 8 tháng 3 năm 2012. Lúc đầu có tin đồn rằng Christina Aguilera sẽ xuất hiện trong bản remix này khi Rhanna viết một lời nhắn lên Twitter của cô rằng cô muốn hợp tác một ai đó "Dirrty" một chút trong bản tái phát hành của ca khúc. Lời nhắn khiến nhiều người nghĩ tới ca khúc năm 2002 của Aguilera "Dirrty". Nhưng sau đó, Rihanna lại nhắn rằng, cô muốn hợp tác với một ca sĩ nam chứ không phải là nữ: "No girls allowed on #CAKE" (Tạm dịch: "Không một phụ nữ nào được phép ở #CAKE"). Và cuối cùng, Rihanna tiết lộ rằng Chris Brown sẽ là người hợp tác với cô ở phiên bản này. Mặc dù nhận được nhiều ý kiến tiêu cực từ giới truyền thông và người hâm mộ, cô vẫn bảo bệ quyết định của mình và nói rằng, đó chỉ đơn giản là âm nhạc.

### Xếp hạng
| Bảng xếp hạng (2012)                 | Vị trí cao nhất |
| ------------------------------------ | --------------- |
| Mỹ Billboard Hot 100                 | 24              |
| Mỹ Hot R&B/Hip-Hop Songs (Billboard) | 2               |

### Lịch sử phát hành
| Quốc gia | Ngày                | Định dạng             | Hãng đĩa |
| -------- | ------------------- | --------------------- | -------- |
| Mỹ       | 20 tháng 2 năm 2012 | Phát hành             | Def Jam  |
| Mỹ       | 8 tháng 3 năm 2012  | Đài phát thanh đô thị | Def Jam  |